# Calymmodon pallidivirens
Calymmodon pallidivirens är en stensöteväxtart som beskrevs av Barbara S. Parris. Calymmodon pallidivirens ingår i släktet Calymmodon och familjen Polypodiaceae. Inga underarter finns listade.